# ملك الحرب (فلم)
ملك الحرب أو لورد أوف وار (بالإنجليزية: Lord of War)، هي فيلم أمريكي من صنف دراما وجريمة، أنتجت سنة 2005م، وكان بطولة الفيلم البطل نيكولاس كيج.

## قصة فيلم
يقوم بطل الفيلم نيكولاس كيج (في دور تاجر اسلحة سوفيتي) بالسفر إلى بلدان العالم الثالث التي طلبت من الاتحاد السوفيتي شراء الأسلحة الخفيفة والثقيلة بسبب الانشغال في حرب أهلية دموية عام 1989م.

## وصلات خارجية
- الموقع الرسمي
- ملك الحرب على موقع IMDb (الإنجليزية)
- ملك الحرب على موقع ميتاكريتيك (الإنجليزية)
- ملك الحرب على موقع روتن توميتوز (الإنجليزية)
- ملك الحرب على موقع نتفليكس (الإنجليزية)
- ملك الحرب على موقع قاعدة بيانات الأفلام العربية
- ملك الحرب على موقع ألو سيني (الفرنسية)
- ملك الحرب على موقع Turner Classic Movies (الإنجليزية)
- ملك الحرب على موقع أول موفي (الإنجليزية)
- ملك الحرب على موقع بوكس أوفيس موجو (الإنجليزية)
- ملك الحرب على موقع فيلمافينيتي (الإسبانية)
- Guns featured in the film